# Москва 24
«Москва 24» — московский телеканал с центром вещания в Москве. Создан ВГТРК по инициативе мэра Москвы Сергея Собянина. Входит в объединённый холдинг московских СМИ «Москва Медиа».
C 1 апреля 2016 года вещает в формате 16:9.
Решением Федеральной конкурсной комиссии по телерадиовещанию от 1 февраля 2017 года телеканал выбран обязательным общедоступным региональным телеканалом («21-я кнопка») Москвы в кабельном телевещании.

## История

### Предыстория
В мае 2011 года Правительство Москвы начало работу над созданием информационного телеканала на базе бывшего телеканала «Столица». В июне было объявлено, что канал начнёт вещание уже в день города.
В июле Сергей Собянин во время своего выступления на координационном совете столичного отделения «Общероссийского народного фронта» заявил о создании новостного канала. По информации газеты «Коммерсант» со ссылкой на гендиректора телеканала «Столица» Игоря Шестакова, новый телеканал будет создан на частоте телеканала «Столица».

### Создание

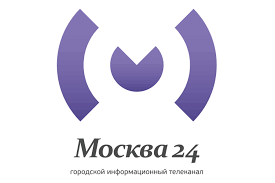
Логотип канала с 2011 по 2012 год

5 сентября 2011 года в 21:00 телеканал начал вещание. В первые 30 минут эфира была показана полная презентация канала, а затем вышел первый прямой эфир. На презентацию канала пришёл Сергей Собянин. В первый день начала работы телеканала трансляция в сети Интернет не велась.

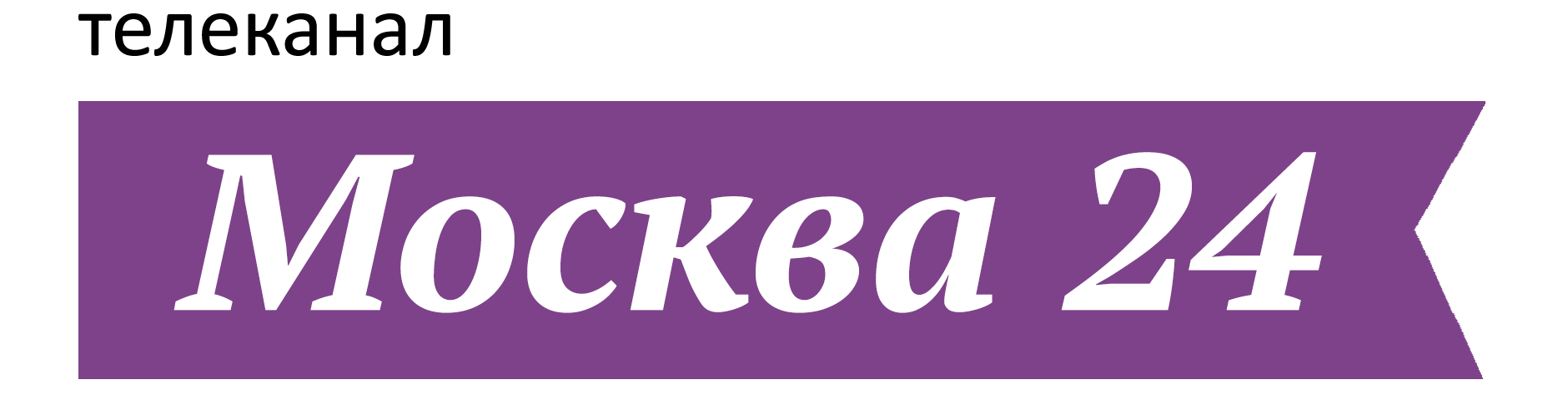
Логотип канала в 2014 году

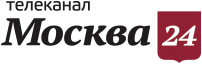
Логотип канала с 2014 по 2019 год

### Москва 24 в Метро
25 декабря 2015 года года было начато вещание в вагонах метро, но позже проект был свёрнут, а уже установленные экраны были отключены.
12 мая 2018 года версия для метро была перезапущена, при этом в новостных статьях первая попытка запуска канала не упоминалась. Вещание было прекращено к концу 2021 года в связи с заменой на эфир с видео Московского Транспорта.

## Коллектив

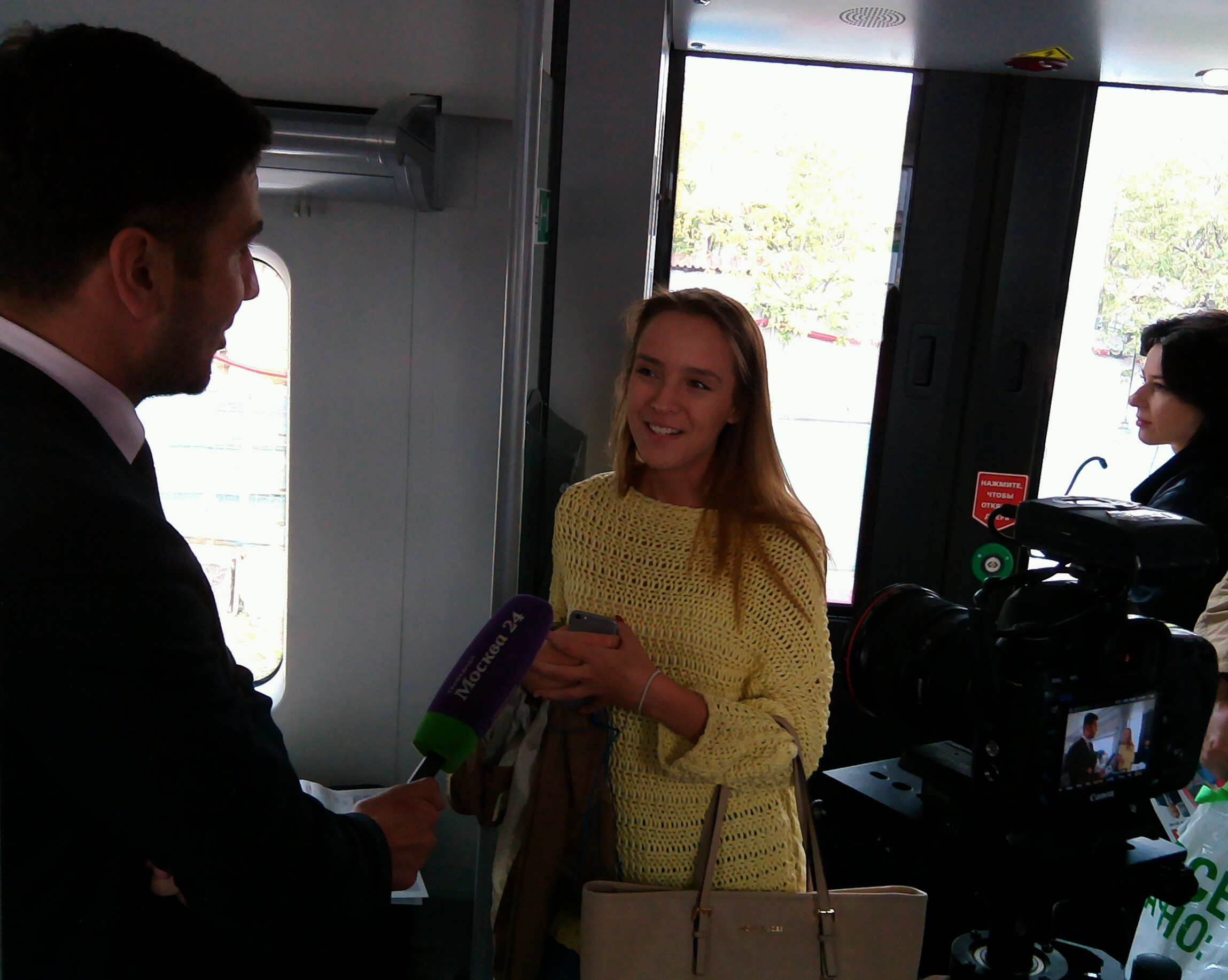
Корреспондент канала берёт интервью

### Руководство
- Игорь Шестаков — генеральный директор
- Дмитрий Грачёв — главный продюсер
- Артём Спиваков — руководитель службы информации
- Александр Чекмарёв — главный режиссёр
- Дмитрий Чекмарёв — главный режиссёр

## Структура эфира
- Каждый час выходит программа «Новости», рассказывающая о последних событиях города. По будням с 6:00 до 10:00 программа «УТРО» выходит каждые полчаса; в остальное время и в выходные дни — каждый час
- Помимо информационных блоков вещание дополнено познавательными фильмами, различными рубриками, посвященными вопросам жилищно-коммунального хозяйства и недвижимости, здоровому образу жизни, досугу, событиям в культурной сфере, технологиям и так далее. В будние утренние часы выходит программа «Утро». В выходные дни рубрики или познавательные фильмы могут длиться до 40 минут.
- С 1 июня 2020 года ежедневный вечерний выпуск новостей в 20:00 в эфир выходит с сурдопереводом.

## Награды и премии
- Национальная премия «Золотой луч — 2012» в номинации «Лучший информационный канал»[13] (канал также номинировался за лучший дизайн и Интернет-вещание)
- Национальная премия «Музыкальное сердце театра — 2012» — специальная премия «За поддержку жанра»[14]
- Национальная премия «Большая цифра — 2013» в номинации «Лучший информационный канал»[15]
- Национальная премия «Большая цифра — 2015» в номинации «Информационно-деловой телеканал» категории «Телеканалы»[16]
- ТЭФИ-Регион 2021 в номинации «Телевизионный документальный фильм» «МОСКВА С ТОЧКИ ЗРЕНИЯ: КУРЬЕР»

## Вещание

### Эфирное и кабельное
- Бесплатная ретрансляция через кабельные сети Москвы и Московской области: Ростелеком, АКАДО, Qwerty, Инетком и другие. С 8 марта 2014 года запущено эфирное вещание в Севастополе вместо канала ICTV, в апреле запущено эфирное вещание в Симферополе.

### Спутниковое
- Телеканал вещает в направлении Европейской части Российской Федерации через спутник Eutelsat 36B (позиция — 36 градусов восточной долготы). Канал доступен в пакете «Лайт Запад» на платформе «НТВ-Плюс» (код канала — 615 в категории «Информационные»)[17] и в пакете «Единый» (в цифровом формате MPEG-4) на платформе «Триколор ТВ» (код канала — 802)[18]. Также телеканал доступен на спутниках Ямал-402 и ABS-2 в открытом виде (на ABS-2 он также доступен в пакетах «Базовый», «Базовый плюс», «Расширенный» и «Расширенный плюс» платформы «МТС ТВ») и Horizons 2 в составе пакета «Стандарт» платформы «Орион Экспресс».